# Орленко, Николай Иванович
Николай Иванович Орленко (род. 8 августа 1947 год, с. Кирово, Винницкая область, Украинская ССР, СССР) — президент Украинской специальной научно-реставрационной проектно-строительно-производственной корпорации «Укрреставрация», г. Киев, Герой Украины (2004), Заслуженный строитель Украинской ССР (1989).

## Биография
Родился 8 августа 1947 года в с. Кирово, Немировского района Винницкой области.
Окончил Немировский строительный техникум (1963—1967) и Киевский инженерно-строительный институт (1972), специальность «инженер-строитель». Кандидат технических наук.
С 1972 по 1982 годы работал на различных должностях в «Главкиевгорстрое», где прошел путь от мастера до главного инженера генподрядного треста.
С 1982 года возглавляет Украинскую специальную научно-реставрационную проектно-строительную корпорацию «Укрреставрация» (ранее — Республиканское объединение «Укрреставрация»).

### Семья
- Жена — Нина Петровна.
- Дети — сын Игорь, дочь Светлана.

## Награды и звания
- Герой Украины с вручением ордена Державы (18 мая 2004 года) — за выдающиеся личные заслуги перед Украинским государством в реставрации и восстановлении уникальных памятников истории, культуры и архитектуры, многолетний самоотверженный труд[2].
- Орден «За заслуги» I степени (21 августа 1999 года) — за самоотверженный труд, выдающиеся личные заслуги в государственном строительстве, социально-экономическом, научно-техническом и культурном развитии Украины и по случаю 8-й годовщины независимости Украины[3].
- Орден «За заслуги» II степени.
- Почётный знак отличия Президента Украины (20 мая 1996 года) — за значительный личный вклад в развитие и сохранение национального историко-культурного наследия[4].
- Орден Дружбы (4 апреля 1998 года, Россия) — за большой вклад в организацию проектных и реставрационных работ по реконструкции монумента воинского захоронения в посёлке Новоселицы (Новгородская область)[5].
- Государственная премия Украины в области архитектуры (23 июня 2004 года) — за воспроизведение Успенского собора Киево-Печерской Лавры[6]..
- Заслуженный строитель Украинской ССР (1989.
- Академик Академии строительства Украины.